# Никола Кифер
Никола Кифер (Холцминден, 5. јул 1977) је бивши немачки тенисер.

## Изводи из каријере
Као талентовани јуниор тријумфовао је на два гренд слем турнира 1995. за играче до 18 година.
У сениорској каријери је освојио 6 АТП турнира у појединачној конкуренцији и 3 у игри парова.
Најбољи пласман на АТП листи је остварио 2000. године када је био 4. тенисер света.
Највећи гренд слем успех остварио је 2006. године када је играо полуфинале на Отвореном првенству Аустралије.
Представљао је Немачку у Дејвис купу, а у тандему са Рајнером Шитлером освојио је сребрну медаљу на Олимпијским играма у Атини 2004.